# Mortimer Ternaux
Pour les articles homonymes, voir Ternaux.
Louis Mortimer Ternaux est un historien et homme politique français né à Paris le 22 novembre 1808 et mort à Beaumont-les-Autels le 6 novembre 1871.

## Biographie
Fils d'Étienne Nicolas Louis Ternaux et neveu du célèbre et très puissant manufacturier le baron Guillaume Louis Ternaux, il est nommé membre de la commission des récompenses nationales, entré ensuite au conseil d'État, il prend part à ses travaux en qualité de maître des requêtes de 1837 à 1848. Au mois de mai 1842, il recueille la succession parlementaire de Bertrand Clauzel à Rethel, comme député des Ardennes.
Après 1848, il représente les Ardennes à la Constituante et à la Législative et prend une part active aux discussions et aux travaux préparatoires des comités.  Membre de la majorité, il refuse de s’associer à la politique de l’Élysée et proteste contre le coup d'État du 2 décembre 1851 et rentre dans la vie privée.
Il est élu membre de l’Académie des sciences morales et politiques en 1866. Le 8 février 1871, il est nommé à l’Assemblée nationale, le troisième sur sept, par les électeurs des Ardennes.
Ternaux est l'auteur d'une monumentale Histoire de la Terreur en huit volumes parue entre 1862 et 1881.
En avril 1850, pendant la discussion du budget de l'Instruction publique, il propose un amendement qui diminue les crédits des lycées et collèges, avec pour conséquence une augmentation des frais de scolarité pour les enfants de la classe moyenne qui les fréquentent. Il argumente que la prise en charge d'une partie de la scolarité des enfants de riches par les impôts prélevés sur les pauvres est contraire à l'égalité. L'amendement est repoussé à une faible majorité ; Frédéric Bastiat écrivit un article pour l'approuver.
Il est le frère du banquier et écrivain anthropologue Charles Henri Ternaux, dit « Ternaux-Compans » et son épouse Céline Brame est propriétaire de nombreux terrain dont celui qui sera donné pour l'église du Sacré-Cœur du Sart.

## Source
- Biographie des neuf cents députés à l'Assemblée nationale, sous la direction de C. M. Lesaulnier, Paris : aux bureaux de la rédaction & chez Mme Veuve Louis Janet, 19 juin 1848, p. 31
- « Mortimer Ternaux », dans Adolphe Robert et Gaston Cougny, Dictionnaire des parlementaires français, Edgar Bourloton, 1889-1891 [détail de l’édition]